# Uravnavanje jeze
Uravnavanje jeze vključuje zmanjševanje učinkov jeze, kot so negativna čustvena občutja in psihološko vzburjenje. Terapije oz. strategije za uravnavanje jeze temeljijo na konceptu, da se lahko posameznik nauči nadzorovati svoje odzive na stvari oz. ljudi, ki posamezniku vzbujajo občutke jeze. 
Obstajajo različni načini uravnavanja jeze, kot so sproščanje, kognitivno restrukturiranje, reševanje problemov, boljše komuniciranje, uporaba humorja, spreminjanje okolja itd. 

## Vpliv uravnavanja jeze na vedenje

### Jeza inšport
Znanstveniki so se ukvarjali tudi z vprašanjem kako jezo izražajo oziroma se nanjo odzivajo športniki. Stephanie Van Goozen, Nico Frijda in Nanne Van de Poll (1994)  so raziskovali vpliv izbire športa na jezo in agresivno vedenje pri športnicah. Želeli so preučiti agresivno vedenje pri športnicah, preučiti povezavo med jezo in agresivnim vedenjem in preveriti, če je prognoza jeze merjena z vprašalnikom ASQ dober napovedovalec jeznega vzburjenja ter agresivnega vedenja pri laboratorijsko povzročeni jezi. Pričakovali so, da bodo ženske, ki sodelujejo pri agresivnih športih bolj izkušene pri izražanju agresivnega vedenja ter bodo zaradi tega posledično izražale bolj agresivno vedenje v izzivalni situaciji. Vzorec je bil sestavljen iz žensk, ki sodelujejo v agresivnih športih (npr. boks, wrestling, ragbi ipd.) in pa neagresivnih športnic (rekreativnih plavalk). Poskus so izvedli v laboratoriju in sicer v studiu, kjer so snemali vedenje udeleženk. V sobi sta bili tudi dve žarnici, ki sta povzročali, da je temperatura v sobi naraščala do stanja, ko je postalo neznosno vroče. Poleg tega pa so bile izpostavljene stresnim nalogam in izzivanju neprijaznega študenta. Z različnimi testi so eksperimentatorji preverjali spremembe v vokalni intenzivnosti, avtonomnem vzburjenju, agresivnem vedenju, subjektivnem ocenjevanju jeze in nagnjenosti k jezi. Med skupinama niso odkrili posebnih razlik v odzivanju z jezo.
Drugi raziskovalci (npr. J.P. Maxwella in E. Mooresb (2007))  , ki so se ukvarjali s povezavo med jezo in športom pa so nasprotno ugotovili, da obstaja razlika v agresivnosti med športi, kjer do stika pride in tistimi, kjer do stika ne pride, ter da sta jeza in agresivno vedenje povezana.

### Nasilje
Stevenson (1997) pa je v svoji raziskavi preučeval, kako okolje, v katerem živijo temnopolti najstniki, vpliva na njihovo izražanje jeze in ali ni nemara jeza le obramba pred njihovim okoljem. Številni temnopolti najstniki živijo v soseskah, ki so prepredene z nasiljem. Po podatkih Ameriškega statističnega urada (1990) je umor glavni vzrok smrti pri temnopoltih moških, starih 15-44 let; za najstnike, stare 12-19 let pa je dvakrat bolj verjetno, da bodo žrtve umora kot za odrasle. Kar 33% temnopoltih moških je ali v zaporu ali na pogojnem izpustu. Vpliv na razvoj jeze ima družba – stereotipno dojemanje temnopoltih je, da so agresivni in nevarni kriminalci. Takšna podoba lahko vpliva na razvoj lastne identitete, jeze in nasilnega obnašanja. Pomembno vlogo igra skupnost - Sampson in Groves sta odkrila, da vpliva tudi nadzor, ki ga ima soseska nad mladimi - zmanjša nasilje in izražanje jeze.
Stevenson je ugotovil, da ima največji učinek na občutenje jeze strah. Kaže, da bodo tisti najstniki, ki se bojijo, da bodo sami doživeli nasilje, manj verjetno izkusili jezo, izrazili pa jo bodo tudi na manj agresivni način. Družinska podpora najbolj vpliva na supresijo jeze. To nakazuje, da družinsko okolje igra pomembno vlogo pri učenju zadrževanja jeze. Izsledki nakazujejo, da bolj kot se najstnik boji okolice in več podpore kot ima, manjša je verjetnost izbruhov jeze. Kaže, da če se posameznik ne boji ovir v okolju ali ne dojema okolico kot potencialno nevarnost, večja je verjetnost, da se bo jezno odzval na dogajanje v okolju. To, da se na nevarnosti odzovejo s pomanjkanjem strahu, bi lahko predstavljalo figuro avtoritete in moči. Gre za alternativni odziv in spopadanje na okolje, ki se pogosto zdi brezupno, nevarno in strašljivo. Raziskava je imela tudi pomanjkljivosti – nanašala se je le na temnopolte najstnike v urbanih okoljih, zato izsledkov ne moremo posplošiti še na druge etnične skupine. 
Jeza in nasilne video igrice
Raziskave kažejo, da igranje nasilnih videoigric sproži agresivnejšo reakcijo, kot če bi igrali nenasilne. Na dvoumno zgodbo bi se tisti, ki bi nasilne igrice igrali, odzvali z agresivnejšimi odgovori, npr. pri prometni nesreči bi preklinjali, se stepli, medtem ko bi tisti, ki bi igrali nenasilne videoigrice imeli milejše odgovore, npr. fotografirali bi nesrečo, se pozanimali po avtomobilskem zavarovanju. Hitra jeza kot značajska poteza pa na agresivne odzive nima velikega vpliva. Posamezniki, katerih značajska lastnost je hitra jeza, postanejo z izpostavljanjem nasilnim video igricam bolj agresivni, kot če bi bili izpostavljeni nenasilnim. V nasprotju pa na posameznike, katerih hitra jeza ni značajska lastnost, nasilne video igrice nimajo velikega vpliva.
Dokaj ključno vlogo pa igra tudi igralni čas. Raziskave so pokazale, da pri tistih, ki igrajo nasilne videoigrice 20 minut pride do večjih sprememb v doživljanju jeze, kot pri tistih, ki bi igrali 60 minut. Tako ženske, kot udeleženci, ki navadno ne igrajo nasilnih video igric, dosežejo večje spremembe v doživljanju jeze, kot moški oziroma tisti, ki igrajo nasilne video igrice.
Igranje nasilnih videoigric pa ima tudi vpliv na prepoznavanje čustev iz mimike obraza. Tisti, ki igrajo nasilne videoigrice kasneje prepoznajo veselo mimiko, kot tisti, ki igrajo nenasilne videoigrice. Posameznik, ki je izpostavljen nasilnim videoigricam je namreč bolj pozoren in prej zazna jezo, če je ta v neki določeni situaciji prisotna in ob tem obstaja večja verjetnost, da se bo razvilo jezno in agresivno vedenje. 

## Terapije za uravnavanje jeze

### Glasbena terapija
Glasba je po navadi ustvarjena z namenom izražanja čustev skladatelja in vzbujanja enakih čustev v poslušalcih, s čimer se ti lahko poistovetijo in pomirijo. Na to temo je bilo izvedenih nekaj raziskav, ki so ugotavljale povezavo med učinkom glasbe na jezo oziroma na njeno uravnavanje.
Na vzorcu 14 moških forenzičnih psiholoških pacientov so Hakvoort, Bogaerts, Thaut in Spreen (2013)  preverjali, če glasbena terapija poveča zmožnost nadzora jeze in odklonskga vedenja. Polovica udeležencev je bilo vključenih v glasbeno terapijo (eksperimentalna skupina), polovica pa v terapije, ki ne vključujejo glasbe (kontrolna skupina). Vsak udeleženec je bil deležen dvajset individualnih enournih terapij. Po teh so izvedli še dve dodatni skupni srečanji, ki so jih posneli. Izkazalo se je, da je izključno na podlagi posnetkov glavni raziskovalec lahko devet od 14 udeležencev pravilno razvrstil v kontrolno in eksperimentalno skupino (brez predhodnjih informacij o razporeditvi udeležencev v skupini). Eksperimentalna skupina - skupina, ki je bila vključena v terapijo z glasbo - je bila po terapijah bolj dovzetna za uporabljanje novo naučenih veščin za spoprijemanje z jeze kot kontrolna, avtorji pa predvidevajo tudi pospešen proces spreminjanja vedenja ob vključenosti v glasbene terapije.
Vpliv glasbe na doživljanje jeze sta proučevala tudi Sharman in Dingle (2015) . Natančneje, preverjala sta, če je tudi ekstremna glasba, kot je heavy metal, način spoprijemanja z jezo. Predpostavila sta, da se bo eksperimentalni skupini (,ki je v jezi poslušala ekstremno glasbo) povišal tako srčni utrip kot tudi subjektivna ocena jeze in da se bodo v primerjavi s kontrolno skupino (,ki v jezi ne posluša glasbe) po eksperimentu udeleženci eksperimentalne skupine počutili bolje. Rezultati avtorjev kažejo, da se, kot pričakovano, sovražnost, vzdražljivost in stres v jezi povečajo in po tem znižajo, ne glede na to ali poslušamo glasbo ali ne. Srčni utrip pri kontrolni skupini po tem upade, pri eksperimentalni pa ostane približno enak, iz česar sta avtorja sklepala, da se jeza s poslušanjem ekstremne glasbe ne poveča, temveč se ujema z ravnjo psihične vzburjenosti in s tem prispeva k povečanju pozitivnih čustev, katera so doživljali udeleženci eksperimentalne skupine. Pred in po stanju jeze pa so udeleženci rešili vprašalnik, katerega analiza je pokazala, da se pri eksperimentalni skupini povečata tudi navdihnjenost in aktivnost. O tej raziskavi je poročal tudi mednarodni časopis Guardian. Članek lahko preberete tukaj .
Sezer (2012)  je v svoji študiji ugotavljal ali ima terapija z glasbo, natančneje turškim instrumentom podobnim flavti, pozitiven efekt na zmanjševanje jeze študentov. V raziskavi je sodelovalo 14 študentov, starih od 18 do 23 let. Rezultati prikazujejo veliko razliko med kontrolno in eksperimentalno skupino po koncu študije, saj se je stopnja jeze v eksperimentalni skupini zelo zmanjšala, na drugi strani pa je pri kontrolni skupini ostala nespremenjena. Rezultati kažejo, da ima glasba relativno pozitiven efekt na zmanjšanje jeze, vendar je treba omeniti, da je bil vzorec raziskave manjši, zato ni enostavno potegniti zaključka in generalizirati ugotovitve študije.
Na vzorcu 48 moških v izraelskem zaporu, so Bensimon, Einat in Gilboa (2012)  v študiji raziskovali ali sproščujoča glasba vpliva na stopnjo jeze zapornikov. Udeleženci so bili razdeljeni na eksperimentalno in kontrolno skupino. Eksperimentalna skupina je bila izpostavljena trem zaporednim tednom sproščujoče glasbe, kontrolna skupina pa glasbi ni bila izpostavljena. Rezultati kažejo, da se je stopnja jeze pri eksperimentalni skupini postopno zmanjševala, pri kontrolni skupini pa je ostajala na približno enakem nivoju. Zaključimo lahko, da ima sproščujoča glasba pozitiven efekt na problematično in napeto okolje, kot je zapor. Glasba namreč povzroči boljše vzdušje in tudi zaporniki se med seboj lahko bolj povežejo.
Lahko torej trdimo, da ima glasba nasploh pozitiven učinek na zmanjševanje stopnje jeze posameznikov. Potrebno pa je vedeti, da raziskav na tem področju ni bilo veliko in tudi število udeležencev vključenih v raziskave je manjše. Prav zaradi tega je podatke težje generalizirati in posploševati na celotno populacijo.

### Mladoletni prestopniki
Jeremy D. Jewell in Scott J. Elliff (2013)  sta podobno raziskavo izvedla na mladoletnih prestopnikih. Preučila sta učinkovitost obstoječega programa, imenovanega RSVP. Gre za program, sestavljen iz 5 skupinskih srečanj, pri katerih želijo prestopnike izobraziti na področju stresa in jeze ter jih naučiti tehnike sproščanja. Program traja en teden. Pri prvem srečanju gre za izobraževanje glede stresa in njihovem učinku na telo in razum, pri drugem, tretjem in četrtem se prestopniki seznanijo s tehnikami sproščanja (globoko dihanje, tehnika ''guided imagery'' – tehnike misli in nasvetov, ki vodijo do sprostitve ter progresivno mišično sproščanje), pri zadnjem, petem srečanju pa gre za povzetek. Program je primeren tudi za tiste s podpovprečno pismenostjo in inteligentnostjo. Sama raziskava je dala vzpodbudne rezultate, vendar je treba poudariti, da je zajela prestopnike le v enem centru. Prav tako ne moremo sklepati o dolgoročnih učinkih programa – ne vemo, ali program pripomore k temu, da prestopniki v prihodnosti zagrešijo manj zločinov.

### Ženske v zaporu
Obstaja veliko več študij o jezi moških kot žensk v zaporu. Nekateri raziskovalci so videli v tem problem, saj pomanjkljivo znanje ne nudi zadovoljive pomoči kaznjenkam pri spopadanjem z jezo. Raziskovalci Eamon, Munchua in Reddon (2001)  so ocenjevali učinek in vpliv programa nadziranja jeze (v angl. anger management) na manjši skupini žensk v zaporu. Smith, Smith in Beckner (1994)  pa so ugotavljali skupne razloge za jezo, zakaj ljudje postanejo jezni, razumeti, kako se bolj učinkovito spopasti z jezo in pomagati zapornicam vključiti komponente programa nadzorovanja jeze. Zapornice so v obeh raziskavah rešile t. i. Novaco Anger Scale (NAS), ki je v delu A ocenjeval tri vidike jeze (kognitivno, fiziološko ter vedenjsko) s točkami, ki so opisovale stvari, ki jih ljudje mislijo, čutijo oziroma delajo. Na 3-stopenjski lestvici so določili, koliko se z opisi strinjajo. Ta del namreč ocenjuje primanjkljaje v posameznikovi sposobnosti kontrole jeze na vseh treh (prej omenjenih) področjih. V delu B so ocenjevali individualne vzorce jeze. Napisane so bile situacije, ki bi potencialno provocirale jezo, pri čemer so testiranci na lestvici intenzivnosti jeze izbrali sebi primerno stopnjo jeze. V raziskavi Smith idr. (1994)  so zapornice rešile NAS pred in po delavnicah za učenje pravilnega spoprijemanja z jezo. Delavnice so izvajali tri zaporedne petke, trajale so okoli 2 uri, skupno približno 6 ur. Na začetku so zapornice, glede na rezultate NAS, izražale povprečno stopnjo jeze, na koncu delavnic so bili rezultati nižji, kar nakazuje na to, da so doživljale manj jeze. Prav tako se je pri zapisovanju 4-stopenjske lestvice jeze, povprečje skozi tri tedne zmanjšalo. Avtorji so prepričani, da so bile delavnice uspešne, ker so s predstavljenimi načini pri zapornicah dosegli to, da so pred neko določeno reakcijo, ki jo je izzvala jeza, pomislile. Vseeno omenijo pomanjkljivost: premajhno število udeleženk.

### Psihiatrične bolnišnice
Wilson, Gandolfi, Dudley, Thomas, Tapp in Moore  so raziskovali uspešnost terapij za obvladovanje jeze v psihiatrični bolnišnici. Udeleženci raziskave so bili moški pacienti, ki so jim priporočili obiskovanje terapij za nadzorovanje jeze. Terapije so potekale enkrat tedensko po dve uri. Na srečanjih so uporabili tudi terapijo z umetnostjo – glasbo in igranjem vlog. Pred začetkom in na koncu srečanj so bile zbrane ocenitve. Ocenitve so vsebovale podatke o agresivnih dogodkih in nasilju, vključno s samopoškodovalnim vedenjem udežencev raziskave. Ugotovili so, da so lahko terapije obvladovanja jeze za moške paciente v psihiatričnih bolnišnicah efektivne v smislu zmanjšanja fizične agresije in reagiranja na provokacijo.

### Čuječnost
Černetič (2005, str. 1) pravi, da je »čuječnost konstrukt, ki je čedalje pogosteje predmet raziskav v klinični in zdravstveni psihologiji. Opredeliti ga je mogoče kot nepresojajoče, sprejemajoče zavedanje dogajanja v sedanjem trenutku. Pri prakticiranju čuječnosti posameznik opazuje svoje misli, čustva ter druge kognitivne, emocionalne in telesne pojave s položaja nepristranskega opazovalca, brez poskusov, da bi jih spremenil ali se jim izognil.« Ker se je čuječnost izkazala kot učinkovita metoda pri zdravljenju številnih kliničnih in nekliničnih problemov, je raziskovalce zanimalo, če lahko pripomore tudi k zmanjšanju agresivnega vedenja in jeze, ki velja za eno izmed najbolj destruktivnih emocij, saj jezni posamezniki ustvarjajo škodo sebi ali drugemu (Wright, Day in Howells, 2009).
Amutio, Franco, de Carmen Pérez-Fuentes, Gázquez in Mercader (2015)  so želeli preveriti učinkovitost čuječnosti pri zmanjševanju jeze, anksioznosti in depresije pri bolnikih s fibromialgijo, saj negativna čustva lahko krepijo in povečajo bolečino, zato bi bil način, kako osebe s fibromialgijo procesirajo in regulirajo svoja čustva, lahko zelo pomemben za prilagajanje tej bolečini. Raziskovalci so s tem namenom ponudili tečaj 'Trening in praksa čuječnosti pri bolnikih s fibromialgijo', na katerega se je prijavilo 39 žensk (starost med 39 in 66 let), ki so na začetku rešile 3 vprašalnike (med drugim tudi State-Trait Anger Expression Inventory). Nato so bile naključno razdeljene v eksperimentalno in kontrolno skupino (le-tej je bilo rečeno, da bo tečaj izvedla kasneje zaradi prostorske omejitve). Na eksperimentalni skupini so zatem izvedli program čuječnosti, kjer so se 7 zaporednih tednov dobivali 1x na teden po 2 uri. Bolnike so prav tako prosili, da naj doma vsak dan vadijo pregled telesa (body-scan) po 10 min in čuječne dihalne tehnike po 30 min. Po končanem treningu so udeleženke zopet izpolnile vprašalnike, da so videli, če je prišlo do kakšnih razlik, meritve pa so ponovili tudi po 3 mesecih, saj jih je zanimalo, če so te spremembe skozi čas ohranile. Po zaključku teh meritev so trenig izvedli še na kontrolni skupini. Rezultati meritve pred izvedenim tečajem so pokazali, da med skupinama ni bilo pomembnejših statističnih razlik, medtem ko je pri meritvah po treningu do njih prišlo. V eskperimentalni skupini so bile v primerjavi s kontrolno skupino opažene precej nižje vrednosti jeze kot stanja, občutkov jeze in izražanja jeze ter višje vrednosti pri notranji kontroli jeze. Rezultati so tudi  pokazali, da je v eksperimentalni skupini po izvedenem tečaju prišlo do 13 % porasta v notranji kontroli jeze in do 13-27 % zmanjšanja v jezi kot stanju, vključno z občutki jeze in notranjim izražanjem jeze, kar se je ohranilo tudi 3 mesece po zaključku tečaja, ko je bila izvedena zadnja meritev. V kontrolni skupini do pomembnejših razlik v spremenljivkah ni prišlo. Iz tega so zaključili, da je bil na čuječnosti temelječ program zelo učinkovit pri zmanjšanju jeze. Izboljšanja dosežena v notranji kontroli in izražanju jeze so še posebej pomembna, saj osebe s fibromialgijo uporabljajo napačne strategije, kot so internaliziranje in potlačevanje jeze.
Wongtongkam, Ward, Day in Winefield (2014)  so želeli raziskati učinke čuječnostne meditacije na jezo in izražanje jeze pri študentih tehniške smeri na Tajskem, saj fizično nasilje pri njih zahteva posebno skrb, glede na to, da se študenti pogosto vključujejo v pretepe in da je bolj verjetno, da prihajajo iz družine z nižjim socioekonomskim statusom, da pijejo alkohol, uporabljajo nedovoljene substance in sodelujejo v fizičnem in spolnem nasilju kot dijaki srednjih šol. Ti študenti se smatrajo kot rizična populacija, za katero bi bile zgodnje intervencije še posebej učinkovite. V intervenciji so kot udeležence izbrali redne študente v vseh letnikih in na vseh smereh izobraževanja, ki še nikoli niso sodelovali pri meditaciji ali relaksaciji. Sodeloval je lahko vsak, ki je le izrazil zanimanje, na koncu pa je bilo le-teh skupaj 77, ki so bili razdeljeni v intervencijsko (n = 32) in kontrolno skupino (n = 45; le-ti niso bili vključeni v aktivnosti povezane s čuječnostjo). Obe skupini so ocenili pred začetkom treninga in po 1 in 3 mesecih po zaključeni intervenciji (rešiti so morali vprašalnika: State-Trait Anger Expression Inventory in Pittsburg Youth Study five item self-report measure), z intervencijsko skupino pa so po 1 in 3 mesecih izvedli tudi intervjuje na štiri oči. Intervencija je temeljila na čuječnosti temelječem programu za zmanjševanje stresa (Minfulness-Based Stress Reduction - MBSR), ki je potekal tri zaporedne tedne od ponedeljka do petka od 9h do 17h, kontrolna skupina pa je takrat normalno obiskovala študijske dejavnosti. Analiza vprašalnikov je pokazala, da med udeleženci ni prišlo do pomembnejših razlik v jezi, medtem ko je bilo iz intervjujev razvidno, da je prišlo po 1 mesecu od zaključka intervencije med udeleženci do pomembnih sprememb: 
- emocionalne spremembe (povečanje samozavedanja, samorefleksije in zavestnosti),
- zmanjšanje agresivnega vedenja (tako prepirov kot agresivnega vedenja s starši),
- drugi učinki terapije (občutno zmanjšanje migrene, dobro spanje, ...).

Po 3 mesecih so dobri učinki še kar trajali, izogibali so se konfliktom zaradi česar ni prišlo do izzvanja jeze in vključevanja v z jezo povezanih vedenj. Zaključili so, da ta vrsta intervencije lahko koristi pri zmanjšanju nasilja med mladimi na Tajskem, da pa je za trdnejšo potrditev tega potrebno še več testiranj in jasnejši načrti vrednotenja.
Kelley in Lambert (2012)   sta želela raziskati povezavo med potezno čuječnostjo in prepoznavanjem misli ter oceniti možnosti dispozicijske čuječnosti, da zmanjša jezo, agresijo in nagnjenje k sovražnosti pri strokovnjakih kazenskega prava. Izvedenci kazenskega prava so pogosto poklicani, da intervenirajo v situacijah, ki vključujejo konflikte, sovražnost in agresijo, medtem pa lahko postanejo tarča osebnega napada, groženj in žalitev. Služba jih postavlja v emocionalno in fizično zahtevne primere, kot so družinski prepiri, napadi, umori in drugi brutalni zločini, posledica tega pa je nemalokrat jeza, sovražnost in agresija. Pomembno je, da v takih situacijah ostanejo prisebni, saj se lahko srečajo z dogodkom, kjer gre za življenje ali smrt, tukaj pa njihova zmožnost kotrole lahko določi izid. Udeleženci te raziskave (272 dodiplomskih študentov kazenskega prava z mestne univerze v Midwesternu - 56 % je bilo žensk) so morali rešiti 4 vprašalnike, in sicer Hostile Attribution Bias Scale (HABS), Mindful Attention Awareness Scale (MAAS), Agression Questionnaire (AQ) in Thought Recognition Inventory, v točno takem vrstnem redu.  Na podlagi dobljenih rezultatov so zaključili, da je višja dispozicijska čuječnost povezana z nižjo stopnjo jeze, agresije in sovražnosti ter da je pri bolj čuječih bodočih strokovnjakih kazenskega prava manj verjetno, da se bodo na grožnje, žalitve in konflikte drugih odzvali z lastno jezo, sovražnostjo, fizično in verbalno agresijo ter da je manj verjetno, da si dvoumno obnašanje drugih razlagajo kot namerno agresivno in se nanj odzovejo z jezo in maščevanjem.
Vse tri raziskave so pokazale, da igra čuječnost pomembno vlogo pri zmanjšanju občutkov jeze in zvišanju notranje kontrole jeze, poleg tega pa ljudi opremi tudi za lažje spoprijemanje s težavami (zviša se samozavedanje in samorefleksija) in jim nudi boljšo kvaliteto življenja (izboljša se zdravje, ...), saj posameznike z  nepresojajočim zavedanjem lastnega doživljanja, ki ga spremlja odnos sprejemanja, odprtosti in radovednosti, nauči vzdrževati umirjen um in osredotočenosti na sedanji trenutek. Kljub metodološkim pomanjkljivostim v dosedanjih raziskavah ter številnim odprtim vprašanjem obstoječe ugotovitve močno podpirajo nadaljnje proučevanje čuječnosti.

## Strategije za uravnavanje jeze

### Otroci
Flanagan, Allen in Henry pa zagovarjajo tehniki AMT (Anger Management Therapy - terapija za nadzor jeze) in REBT (Rational Emotive Behavior Therapy - razumsko, čustvena, vedenjska terapija). AMT je proces osvajanja veščin, s katerimi lahko prepoznamo razvoj jeze. Te veščine nam pomagajo, kako se spoprijeti s situacijo na pozitiven način. AMT ne uči, kako jezo zadržati, ampak uči prepoznavanje sprožilcev jeze in posamezniku pomaga razviti način, kako se z jezo soočiti. REBT pa je sistem, ki posamezniku pomaga sprejemati svoje napake, vedenjske napake in omejitve okolja, tako, da spremeni njegovo kognitivno oceno situacije. Dokazano je bilo, da se z uporabo REBT lahko otroci bolj učinkovito spoprijemajo z jezo kot z AMT, predvsem zato, ker se znebijo miselnih vzorcev, ki jezo spodbujajo.
V isti študiji  so avtorji preučevali tudi učinkovitost kombinacije racionalno-emocionalne vedenjske terapije (REBT) in kognitivno vedenjske terapije (AMT) ter jo primerjali z učinkovitostjo zgolj AMT. Predpostavljeno je bilo, da bo kombinacija dveh terapij vodila do večjega napredka pri upravljanju z jezo, socialnih sposobnostih in zmanjšanju simptomov depresije, kot pa sama AMT. Raziskovalci so si postavili vprašanje: ali bo dodana REBT komponenta zvišala učinkovitost programa, ki že velja za uspešnega? Raziskovalci so preučevali tudi odnose med jezo, socialnimi sposobnostmi in depresijo. Vzorec je sestavljalo 24 otrok (13 moških, 11 žensk), starih med 9 in 11 let, ki so obiskovali javno osnovno šolo v južno-vzhodni Virginiji. Vsi izbrani udeleženci so bili deležni 10-dnevnega programa upravljanja z jezo v času kosila na šoli. Vsem je bilo na dom poslano pismo o programu, ki je vključevalo tudi dovoljenje staršev. Razdelili so jih v dve skupini, ena je bila deležna programa, ki je vključeval REBT in AMT, druga pa programa z zgolj AMT. Za merjenje rezultatov so uporabili različne psihološke vprašalnike (Social Skills Rating System, Gresham and Elliot 1990; Children's Depression Inventory, Kovacs 1992; Children's Inventory of Anger, Nelson and Finch 2000). Skupini sta se sestajali med časom kosila za 30-45 minut. Ta čas so izbrali, saj so se po poročanju učiteljev takrat otroci najpogosteje grdo obnašali in so s takšnim vedenjem nadaljevali tudi pri pouku. Voditelj skupin je bil šolski psiholog. Pred začetkom programa sta imeli obe skupini podobne vrednosti na vseh treh vprašalnikih. Po opravljenem programu je bil viden napredek pri obeh skupinah, boljše rezultate pa je imela skupina, ki je bila izpostavljena kombinaciji obeh terapij. Študija je dokazala, da vključevanje REBT komponente v AMT terapijo dokazano pripomore k uspešnejšemu otrokovem soočanju z jezo in depresijo. Dodajanje kognitivne vedenjske komponente k sočasnemu izboljšanju socialnih sposobnosti, zviša učinkovitost prevencije težav pozunanjenja.
Čustvena regulacija
Norveški raziskovalci so izvedli raziskavo o strategijah nadzora nad jezo, strahom in žalostjo med otroki, starimi med pet in sedem let. Otroke so spraševali, kako se da po njihovem mnenju ustaviti občutek jeze, strahu in žalosti, kar so raziskovalci poimenovali kot čustvena regulacija. V raziskavi je sodelovalo 83 otrok, ki so jih raziskovalci individualno intervjuvali. Rezultati so prikazali, da večina odgovorov (84,3%) otrok spada med strategije čustvene regulacije. V diskusiji so raziskovalci zapisali, da več kot 80% otrok iz obeh skupin povezuje strategije čustvene regulacije s strategijami socialnih interakcij. Tako so strategije socialne interakcije prevladovale pri vseh treh čustvih. Rezultati so potrdili pričakovanja in napovedi, da so strategije čustvene regulacije dobro znane tudi otrokom starim manj kot 6 let. Končni rezultati pa niso potrdili pričakovanja raziskovalcev, da bodo kognitivne strategije pogostejše za ustavljanje strahu, kot pa za ustavljanje jeze in žalosti .

### Mladostniki
Puskar, Stark, Northcut, Williams in Haley so ugotovili, da lahko jezo pri otrocih uspešno obvaldujemo z medvrstniškim učenjem. Sklepali so, da če je osveščanje o zdravi prehrani ali varni spolnosti pri mladih bolj učinkovito, če dobijo informacije od svojih vrstnikov, bi večji učinek pri spoprijemanju z jezo dosegli, če bi tudi tehnike za uravnavanje jeze otrokom predstavili vrstniki. Raziskovalci so oblikovali poseben program, s katerim bi mladino učili uspešnega soočanje z jezo, kako prepoznati stres in jezo in kako se odzvati na zdrav način. Sestavili so verzijo programa, ki je bil primeren starosti učencev. Celoten projekt je vseboval tri dele. V prvem delu so izbirali vrstnike, ki bodo poučevali in le-te usposobili za delo z vrstniki, v drugem delu so izpeljali dvotedenski program medvrstniškega učenja, v tretjem delu pa so udeleženci raziskave sami ocenili tak način pristopa k spoprijemanju z jezo. Vsako srečanje je trajalo 50 minut; udeležili so se ga otroci stari od 9 do 14 let. V tem času so bili otroci vključeni v aktivnosti, naloge in diskusije, ki so primerne njihovi starosti, prek njih pa so raziskovali svoja čustva o različnih temah. Primeri teh aktivnosti so: učenci so z napihovanjem jeze ponazarjali učinek jeze: da bi razložili različne načine spoprijemanja z jezo, so enkrat napolnili balon do polnega (tisti, ki jezo zadržujejo), drugič pa so zrak iz napihnjenega balona počasi spustil, tako da je balon zletel po sobi (tisti, ki jezo sprostijo); učili so jih različnih tehnik dihanja za sproščanje telesa in uma; učili so se tehnik štetja, ki preprečijo, da bi se nemudoma jezno odzvali; izvajali so tudi skupinsko meditacijo; da bi demonstrirali kako negativne misli (prehitro sklepanje, etiketiranje drugih in sebe, itd.) skrivijo podobo sveta oz. sliko obrnejo na glavo (učenci so sliko gledali skozi kozarec, ki sliko obrne); učenci so dobili scenariji (npr. učenec, ki ima poleg tebe šolsko omarico, ti je povedal, da ti je prijatelj ukradel denar iz omarice. Kaj bi si mislil in kako bi se počutil? Nato so morali učenci rešiti primer in zadrževati negativne misli). 
Deffenbacher, R. Lynch, Oetting in Kemper so v svoji raziskavi preučevali učinke dveh programov zmanjševanja jeze pri učencih. Uporabili so dva programa na učencih šestih, sedmih in osmih razredov. Šlo je za program s kognitivnim sproščanjem (CRCS) in program treninga socialnih veščin (SST). CRCS uči načine sproščanja in spremembo kognitivnih, emocionalnih in fizioloških elementov jeze. Z uporabo naučenih veščin se posamezniki pomirijo ali pa sploh ne dosežejo tolikšne intenzitete jeze. Lahko se bolje spoprimejo s frustracijo ali provokacijo. Jezni najstniki pogosto izražajo verbalno in telesno zastrašujočo jezo, so slabši v medosebni komunikaciji in so nagnjeni k slabše nadzorovanim načinom izražanja jeze. SST se posveča izboljšanju socialnih veščin, s katerimi posameznik obvlada nesoglasja in konflikte, ki so v družbi neizogibni. Oba programa sta podala spodbudne rezultate, vendar je treba opozoriti, da v okviru raziskave niso preverjali dolgoročnih učinkov. Oceno o izraženosti jeze so preko testov podali udeleženci sami. Če bi ocenjevali drugi, na primer starši ali učitelji, bi morda dobili drugačne rezultate. Prav tako je bil vzorec premajhen, da bi rezultate lahko posplošili.

## Uravnavanje jeze ob stresnih dogodkih
Druge raziskave  so se osredotočile na odnos med toleranco negativnih psiholoških stanj (DT-distress tolerance) in petimi komponentami jeze. To so zunanje izražanje jeze, notranje izražanje jeze, zunanje nadzorovanje jeze, notranje nadzorovanje jeze, dojemanje več situacij kot nadležnih in vznemirjajočih ter večja verjetnost reagiranja nanje z agresijo (trait anger). Ugotovili so da, nizka stopnja DT pomeni višjo stopnjo "trait" jeze ter težji nadzor nad zunanjim izražanjem jeze. Ugotovili pa so tudi, da stopnja DT nima vpliva na notranje izražanje jeze ter notranje nadzorovanje jeze. Zaključili so, da sta nizek DT in visoka stopnja jeze med seboj res povezana, vendar pa ne moramo trditi, da ima DT v povezavi z življenjskimi stresorji dolgoročen vpliv na stopnjo jeze pri posamezniku.

## Vpliv alkohola na uravnavanje jeze
Pretirano pitje alkohola je pogosto predstavljeno kot eden izmed glavnih vzrokov različnih oblik nasilnega vedenja, saj alkohol v veliki meri povečuje nasilno vedenje pri posameznikih, še posebej pri tistih, ki so nagnjeni k agresivnosti. Ta nagnjenja k tveganemu agresivnemu vedenju pa pogosteje pridejo do izraza pri posameznikih, ki v sebi gojijo intenzivno prekrito jezo, in sicer takrat, ko so pod vplivom alkohola. Uživanje alkohola prav tako povzroča izgubo samoobvladovanja in tako vodi v nasilno vedenje in izražanje potlačenih čustev. Izražanje jeze v medosebnih odnosih pa zelo težko nadzorujejo posamezniki, ki trpijo za odvisnostjo od alkohola in drugih substanc. Na podlagi študij, ki so raziskovale omenjeno problematiko, so ugotovili, da čezmerno pitje alkohola povečuje verjetnost, da se bo pojavilo nasilno vedenje in da v veliki meri vpliva na izražanje prekrite jeze . Poleg tega intenzivno doživljanje jeze predstavlja faktor tveganja, da bo prišlo do agresivnega vedenja kot posledica pitja alkohola, pogosteje pri moških. Prav tako so ugotovili, da stopanje T-jeze napovedujejo nagnjenja k samomorilnemu vedenju in anksioznost . Torej je alkohol pogosto ključen dejavnik, ki vpliva na izražanje prekrite jeze, nagnjenje k nasilnemu vedenju in agresiji ter skupaj z jezo v veliki meri vpliva na razvoj emocionalnih stanj kot so nagnjenje k samomorilnemu vedenju, depresija in anksioznost.
Povezavo med jezo in alkoholom so preučevale še ostale raziskave. V eni izmed raziskav  so skozi retrospektivna poročanja oseb v treznih in opitih stanjih raziskovali učinke jeze kot osebnostne lastnosti in učinke uživanja alkohola na nadzorovanje jeze. Ugotovili so, da je korelacija med nadzorom jeze in opitim stanjem zelo visoka. Jeza kot osebnostna lastnost je negativno povezana z nadzorom jeze v obeh stanjih (opitem in treznem). Osebe, ki so bolj nagnjene k jeznim odzivom, namreč tudi bolj izrazito izražajo občutke jeze proti ljudem in predmetom. Poleg tega so osebe, ki so nagnjene k jeznim reakcijam, tudi bolj nagnjene k uživanju večje količine alkohola, kot tiste z nizko izraženo osebnostno potezo jeze. Nadzor jeze, o katerem so poročali, je bil nižji v opitih kot treznih stanjih. Odkrita je bila trojna povezanost med uživanjem alkohola, jezo kot osebnostno lastnostjo ter nadzorovanjem jeze. V zadnji raziskavi  pa so proučevali povezavo med uživanjem alkohola, jezo ter kakovostjo življenja. Udeležence so razdelili v tri skupine (alkoholike, abstinente in t. i. »socialne pivce«). Kontrolna skupina so bili socialni pivci, v katero uvrščamo ljudi, ki alkohola sploh ne pijejo in tiste, ki ga pijejo zelo malo. Ugotovili so, da je jeza pogost vzrok za konsumacijo alkohola, obenem pa je lahko tudi posledica uporabe alkohola. Osebe v eksperimentalni skupini so kazale visoke vrednosti pri jezi kot osebnostni lastnosti, doživljanju in izražanju jeze, in relativno nizke pri socialnem okolju, kar pomeni, da so ohranili pozitiven odnos z okoljem. Prišli so do zaključka, da ima kontrolna skupina veliko boljšo kvaliteto življenja kot eksperimentalna.